# Джеймс Вілкінсон (яхтсмен)
Джеймс Вілкінсон (28 лютого 1951) — ірландський яхтсмен.
Срібний призер Олімпійських Ігор 1980 року в класі Летючий голандець, учасник 1976 року.